# Mumadona Dias

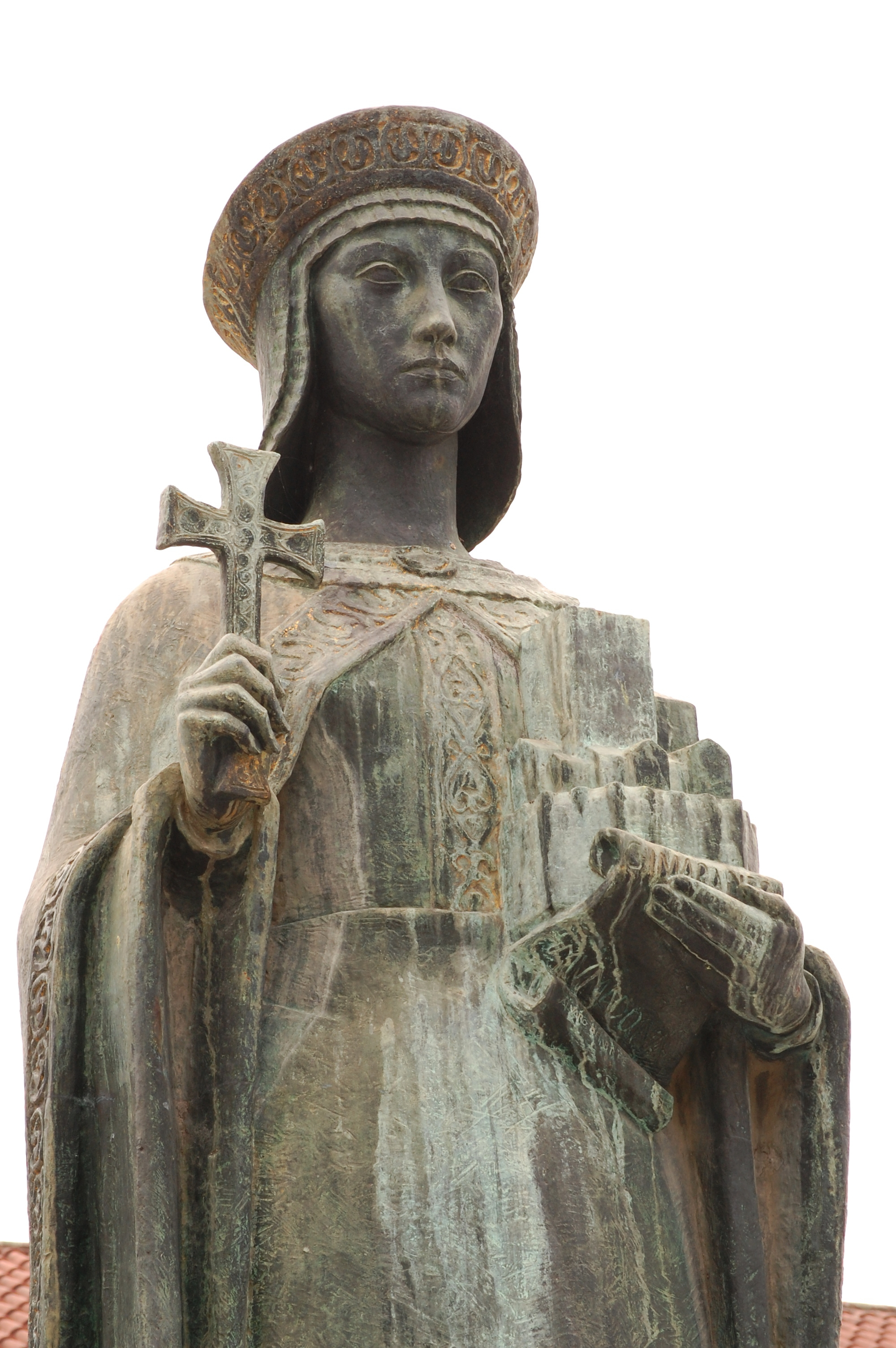
Statue der Mumadona Dias, 4. Gräfin von Portugal (924 – 950)

Mumadona Dias (spanisch:  Muniadona Díaz) (* um 900; † 968 als Nonne zu Guimarães) war zu ihrer Zeit die mächtigste Frau im Nordwesten der Iberischen Halbinsel, regierte von etwa 924 bis 950 als vierte Gräfin von Portugal – großteils gemeinsam mit ihrem Ehemann Hermenegildo González (portugiesisch: Hermenegildo Gonçalves, auch Mendo Gonçalves genannt) († 943/950) – resignierte 950, verteilte das Erbe ihres Ehemannes unter ihren Kindern, stiftete das Kloster São Mamede in Guimarães und die dortige Burg, die später zum Ausgangspunkt des portugiesischen Nationalbewusstseins wurde.

## Herkunft
Details zur Herkunft der Familie der Mumadona Dias sind nur beschränkt verfügbar, da man von ihrem väterlichen Großvater nur den Vornamen Fernando kennt und vermutet, dass er aus Kastilien stammt. Laut Saéz Emilio könnte dieser Fernando allenfalls mit dem Magnaten Fernando el Negro (der Schwarze) identisch sein, der mit seiner Ehefrau Gutina die Kirchen Santa Centola bzw. San Martín de Castrosiero in den letzten Jahren der Regierung von Alfons II. el Casto (der Keusche) König von Asturien (791–842) gegründet hat.
Mumadonas Vater Diogo Fernandes (spanisch: Diego Fernández), der 909 erstmals urkundlich auftritt, war Graf im Königreich León, was darauf schließen lässt, dass die Familie aus dem iberischen Hochadel stammt. Diogo kam vermutlich im Auftrag von König Alfons III. König von Asturien (866–910) in das Gebiet des heutigen Portugal, um an der Wiederbesiedelung der von den Mauren zurückeroberten Gebiete südlich des Duero mitzuwirken. Möglicherweise war er Teil des Gefolges, das den Infanten Vermudo Ordoñez, einen Sohn von Ordoño I. König von Asturien (850 – 866) begleitete, als dieser sich in diesem Gebiet niederließ und dort bis zu seinem Tod im Jahre 928 verblieb.
Urkundlich scheint Diogo am 1. Oktober 915 mit Wohnsitz im Bereich der Grafschaft Portugal auf, als er eine Schenkung des Lucido Vimaranenz und dessen Frau Gudilona an den Bischof Gomando bestätigt. Er tritt darnach auch öfters im Gefolge des Königs Ordoño II. König von Galicien und León († 924) und folgte dem Infanten Ramiro als dieser seine Residenz in Viseu (in Portugal) aufschlug.
In der Liste der Grafen von Portugal in der Wikipedia in portugiesischer Sprache wird Diogo Fernandes als 3. Graf von Portugal bezeichnet, jedoch ohne Angabe des Beginns seiner Funktion, die jenem Artikel nach 924 endete, obwohl er noch 926 als Zeuge in einer Urkunde aufscheint.
Als Mutter Mumadonas wird eine Gräfin Onecca genannt, deren Herkunft ist jedoch umstritten war.
Ältere Genealogen gingen davon aus, dass sie aus der Familie des Vimiega Peres, des ersten Grafen von Portugal stammt, Onecca Lucides hieß und eine Tochter des Lucio Vimaranes, des zweiten Grafen von Portugal war, der 873 auf seinen Vater Graf Vimiega Peres gefolgt war.
Dies schien naheliegend, da sich dadurch erklären ließe, wieso die Grafschaft Portugal nicht in der Familie des Eroberers und ersten Grafen Vimiegas Peres blieb, sondern an Diogo Fernandes und damit an eine andere Dynastie überging. Erklärbar wäre dies etwa dadurch, dass Lucio Vimaranes bei seinem Tod nur minderjährige Söhne hinterließ, die in Zeiten laufender Überfälle durch Mauren und Vikinger zur Nachfolge ungeeignet erschienen, weshalb dessen Schwiegersohn Diogo als kriegstüchtige Magnat die Grafschaft übernahm.
Diese These wird jedoch von modernen Historikern verworfen, die davon ausgehen, dass eine Verwechslung vorliegt, indem es sich bei der genannten Onecca Lucides nicht um Onecca, die Ehefrau des Grafen Diogo Fernandes, sondern in Wirklichkeit um eine spätere Verwandte handle.
Anhand des Namens der Onecca und der Namen ihrer Kinder und Nachkommen, vermutet man vielmehr, dass Onecca väterlicherseits aus der Familie der Könige von Navarra stammt, dass sie möglicherweise Onecca (Onega) Jiménez hieß, und eine Tochter des Infanten Jimeno von Navarra aus dessen Ehe mit Leodegunde Ordóñez, einer Tochter des Ordoño I. König von Asturien war, da sie von den Kindern der Mumadona als ihre Tante bezeichnet wurde.
Onecca tritt urkundlich zuletzt am 5. Dezember 928 im Kloster Santa Maria de Lorvão (im Distrikt von Coimbra in Portugal) urkundlich mit ihren vier Kindern, Munia, Leodegundia, Ximeno und Mumadona anlässlich einer frommen Stiftung auf, die sie für ihren Onkel, den Infanten von Asturien, Bermudo Ordoñez, einem Sohn von König Ordoño I. errichtet hat.
Diese Version der Herkunft der Gräfin Onecca lässt jedoch zwei Fragen offen:
1. Wieso konnte ihr Ehemann – ohne Verwandtschaft oder Schwägerschaft zu seinem Vorgänger – in den Besitz der Grafschaft Portugal gelangen, obwohl mit Alvito Lucides zumindest ein männlicher Erbe des 2. Grafen von Portugal vorhanden war, der nicht nur die Stiftung der Gräfin Onecca vom 5. Dezember 928 bezeugt, sondern auch ihr Schwager (Ehemann ihrer Schwester Munia Dias) war?[11]
2. Wieso folgte gerade Mumadona als 4. Gräfin auf ihren Vater, obwohl sie einen älteren Bruder und zwei ältere Schwestern hatte?

## Leben

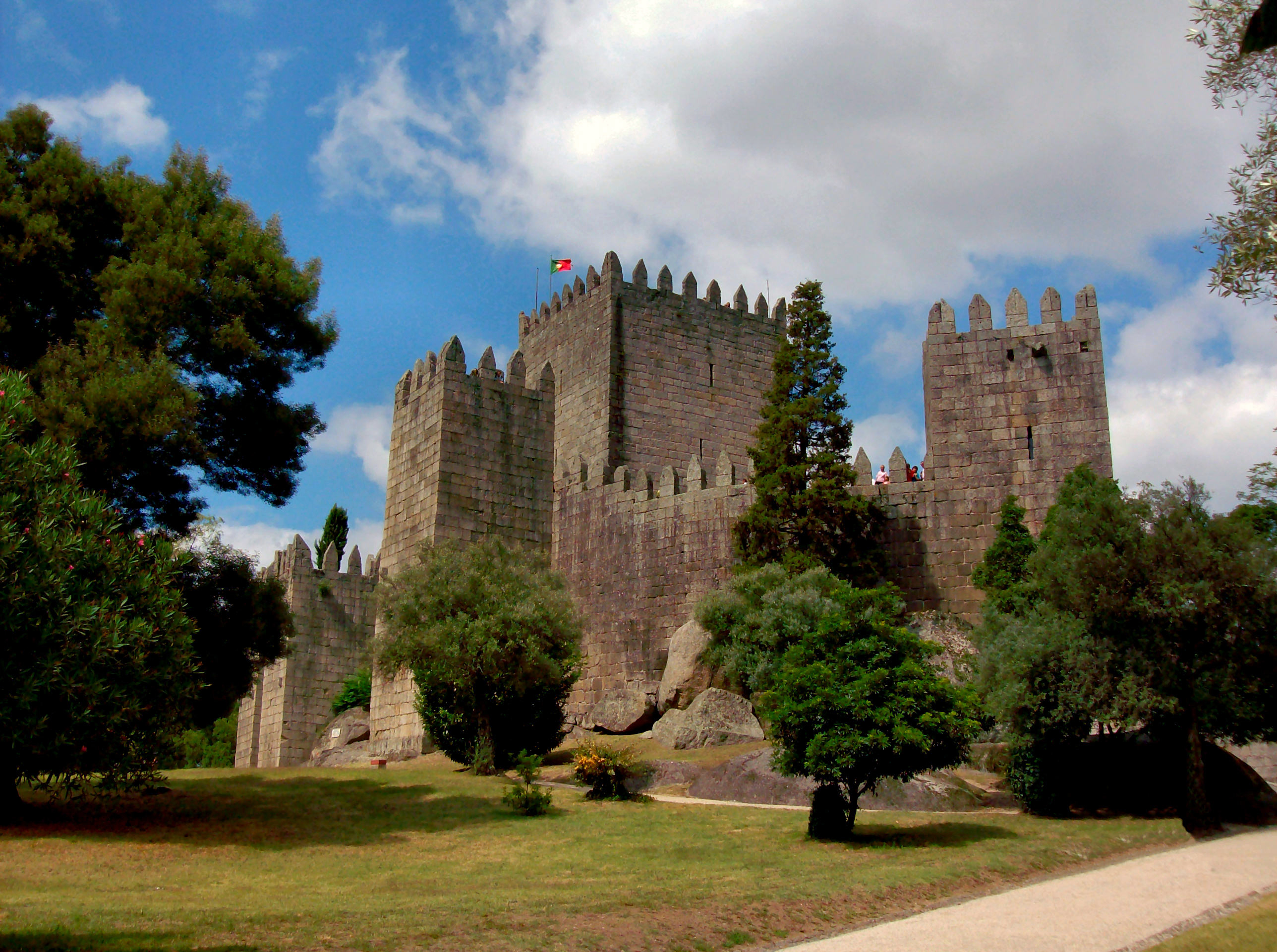
Das Schloss von Guimarães das von Mumadona Dias vor 968 gegründet wurde

Mumadona Dias wurde als viertes Kind und dritte Tochter ihrer Eltern um 900 geboren und wuchs mit ihren Geschwistern Munia Dias († nach 973), Leodegundia Dias († vor 960) und Jimeno Dias († 12. November 961/62) im Königreich León auf. Sie begleitete wohl ihrem Vater Graf Diogo als dieser – vermutlich dem Ruf des in Viseu im Exil lebenden Infanten Bermudo Ordóñez folgend – die Grafschaft Portugal übernahm.
Mumadona heiratete vermutlich zwischen 915/920, spätestens jedoch 926 den asturischen Grafen Hermenegildo González.
Sie selbst tritt nachweisbar erstmals am 22. Februar 926 in einer Urkunde auf, in der Infant Ramiro Ordóñez (später Ramiro II. König von León) Mumadona und ihrem Ehemann Hermenegildo die villa Crexemir überträgt. Als erster unter den Zeugen scheint in dort Aloitus Lucidi, der Sohn des 2. Grafen von Portugal auf.
Zwei Jahre später, am 5. Dezember 928 errichtete ihre Mutter Onecca gemeinsam mit ihren Kindern und Schwiegersöhnen eine fromme Stiftung im Kloster Santa Maria de Lorvão (heute im Distrikt Coimbra in Portugal), in der Mumadona als „Mummadonna“ und ihr Ehemann als „Ermegildus Gundisaluiz“ erwähnt werden.
Da ihr Ehemann nach 943 nicht mehr in den Urkunden aufscheint, dürfte er in den nächsten Jahren verstorben sein, wodurch Mumadona in der folgenden Zeit bis 950 die Grafschaft Portugal alleine regierte.
Die nächste urkundliche Erwähnung findet sich erst 950, als Mumadona im Gedenken an ihren verstorbenen Ehemann „viro meo dive memorie Domno Ermigildo“ (Etwa: für meinen Mann, frommen Angedenkens, Herrn Ermigildo) Besitzungen aus seinem Erbe verteilt.
Sie zog sich gleichzeitig von der Regierung der Grafschaft zurück, die sie ihrem ältesten Sohn Gonzalo I. Mendes überließ.
Bei der Aufteilung des Erbes des Grafen Hermenegildo fiel die Herrschaft Vimaranes (heute die Stadt Guimarães im Norden von Portugal im Distrikt Braga, etwa 45 km nordöstlich von Porto) an dessen Tochter Onecca. Auf Wunsch ihrer Mutter Mumadona, überließ Onecca diesen Besitz ihrer Mutter und wurde dafür mit einem anderen Besitz entschädigt.
Mumadona ließ in Guimarães nach 950 als fromme Stiftung das Kloster São Mamede errichten, in das sie später selbst als Nonne eintrat.
Um das Kloster vor den wiederkehrenden Überfällen von Normannen oder Mauren zu schützen, veranlasste sie dort einige Jahre später die Errichtung eine Burg, des Castelo de Vimaranes, die vor 968 fertiggestellt wurde. Diese Burg war später die Residenz der Grafen von Portugal und ist daher mit dem Beginn des portugiesischen Nationalbewusstseins eng verbunden.

## Ehe und Nachkommen

### Ehe
Mumadona Dias heiratete vermutlich zwischen 915 und 920, jedenfalls aber vor dem 23. Februar 926 – dem Datum, an dem sie urkundlich als Ehefrau auftritt – Hermenegildo Gonsales, in portugiesischer Tradition auch Mendo I Gonçalves genannt (spanisch :Hermenegildo González) († 943/950) Dieser war ein Magnat und Graf von Deza im Königreich Galicien, der durch seine Ehe mit Mumadona Dias vor 926 bis 943/50 zum (mitregierenden) Grafen von Portugal wurde. Durch ihre Kinder wurden sie zu den Stammeltern des dritten Hauses der Grafen von Portugal sowie zu Vorfahren bedeutender portugiesischer Adelsfamilien.

### Nachkommen
1. Gonçalo I. Mendes, (Gonzalo Menéndez) 5. Graf von Portugal (950 – 997), nennt sich dux magnus („Großherzog“) von Portugal, ⚭ seine Cousine Ilduara Pais (spanisch: Ildonza Pelaez), eine Tochter seines väterlichen Onkels Pelayo Gonçalves und der Hermesenda Gutierrez, einer Schwester des Heiligen Rudesind (Rosendo de Celanova) († 977).
2. Diego Mendes, (Diego Menéndez) († nach dem 17. Oktober 964), ⚭ Aldonça Ne.
  1. Mumadona Dias († 1025), Nonne im Kloster zu Guimarães.
3. Ramiro Mendes (Ramiro Menéndez) ((* um 925, † vor 17. Oktober 964), ⚭ 962/63 Adosina Guterres (Adosinda Gutiérrez) († nach 981/88), eine Tochter des Guterre Mendes (Gutierre Menéndez) Graf von Coimbra und der Ilduaria Eris (Ilduara Ériz) († um 958), die eine Tochter des Ero Fernandes Graf von Lugo war.[15]
  1. Velasquita Ramires (Velasquita Ramírez) († nach 15. August 1028), wurde durch ihre Ehe zur Königin von León, da sie als dessen erste Ehefrau Bermudo II. „el Gotoso“ König von León heiratete.[16]
4. Onecca Mendes (Oneca Menéndez) (cl. 950, † nach 4. Dezember 968), ⚭ vor 26. Januar 959[17] Guterre Rodrigues (Gutierre Rodríguez) († nach 1014), ein magnat von León, der König Ordoño IV. von León im Bürgerkrieg gegen König Sancho unterstützte.[18]
5. Nuno Mendes (Nuño Menéndez) (cl. 950, † nach 26. Januar 959);
6. Arias Mendes (Arias Menéndez) (cl. 950, † nach 17. Oktober 964)